# Chiesa di Santa Maria la Pinta
La chiesa di Santa Maria la Pinta, comunemente denominata dei Cappuccini, è un luogo di culto cattolico della città di Amantea, in provincia di Cosenza, nell'Arcidiocesi di Cosenza-Bisignano. Accanto alla chiesa sorge la struttura dell'ex convento dei Padri Cappuccini.
Il 13 settembre 1607 il nobile amanteano Rutilio Cavallo fece donazione all'Ordine dei padri cappuccini minori di un terreno posto sulle pendici della collinetta denominata  Alimena, perché vi venisse costruito un convento di religiosi cappuccini con annessa chiesa, sotto l'intitolazione di  Santa Maria di Porto Salvo. I lavori proseguivano ancora nel 1614,dopo la morte di Rutilio Cavallo: poiché i frati chiedevano continuamente fondi alla famiglia Cavallo per portare a termine la fabbrica, gli eredi si lamentarono asserendo che "i frati volessero costruire un fortilizio e non un convento". Tuttavia la controversia venne sanata, a condizione che presso la chiesa venisse edificata una cappella privata della famiglia Cavallo, compiuta solo nel 1698.
Il convento aveva diciassette celle, abitate nel 1650 da cinque padri cappuccini, quattro laici e un inserviente.
Il convento venne soppresso ai sensi della legge di soppressione degli ordini monastici emanata dal nuovo re di Napoli Gioacchino Murat il 10 gennaio 1811: l'edificio, divenuto di proprietà demaniale e messo in vendita, venne così acquistato nel 1812 proprio dalla famiglia Cavallo.
Dopo la caduta di Napoleone ed il ritorno dei Borboni, presso la chiesa venne costituita la parrocchia di  Santa Maria la Pinta e Campana: questi due titoli erano quelli dati all'antica Cattedrale di Amantea, in seguito scomparsa. Nella chiesa si costituì il 2 febbraio 1822 la  Confraternita di Maria Santissima Addolorata.
La chiesa, distrutta durante i bombardamenti alleati del 1943, è stata in seguito ricostruita ed oggi è una sede parrocchiale. Nell'adiacente struttura dell'ex-convento sono state ricavate abitazioni private.